# Bye Bye Birdie (téléfilm)
Pour plus de détails, voir Fiche technique et Distribution.
Pour les articles homonymes, voir Bye Bye Birdie (homonymie).
Bye Bye Birdie est un téléfilm musical américano-canadien de Gene Saks diffusé en 1995. Il est adapté de la comédie musicale homonyme créée en 1960 à Broadway.

## Synopsis
Un rockeur s'engage dans l'armée afin de lancer son concert d'adieu.

## Fiche technique
- Titre original : Bye Bye Birdie
- Réalisation : Gene Saks
- Scénario d'après la comédie musicale de Michael Stewart (en), Lee Adams (en) et Charles Strouse
- Direction artistique : Charles C. Bennett (supervision), Richard Hudolin
- Décors : Cynthia T. Lewis, Daniel Saks
- Costumes : Mary McLeod
- Photographie : Glen MacPherson (en)
- Montage : Eric Albertson
- Musique : Charles Strouse adaptée par Irwin Fisch
- Chorégraphie : Ann Reinking
- Production : Tim Bell, J. Boyce Harman Jr.
- Société de production : RHI Entertainment
- Société de distribution : ABC
- Pays :  États-Unis
- Langue : anglais
- Format : couleur (Technicolor) - 35 mm - 1,33:1 - son stéréo
- Genre : film musical
- Durée : 135 min
- Dates de première diffusion : 
  - États-Unis : 3 décembre 1995

## Distribution
- Vanessa Williams : Rose Alvarez
- Jason Alexander : Albert F. Peterson
- Tyne Daly : Mama Mae Peterson
- Marc Kudisch : Conrad Birdie
- Chynna Phillips : Kim McAfee
- Jason Gaffney : Hugo Peabody
- George Wendt : Harry McAfee
- Sally Mayes : Doris McAfee
- Blair Slater : Randolph McAfee
- Brigitta Dau : Ursula Merkle
- Jay Brazeau : le maire
- Nicole Robert : la femme du maire
- Tim Dixon : un conducteur
- Vicki Lewis : Gloria Rasputin
- Don Thompson : le metteur en scène
- Angela Brydon : la fille triste
- Andrew Johnson : un policier

## Autour du film
- Une précédente adaptation au cinéma a été réalisée en 1963 par George Sidney avec Dick Van Dyke et Janet Leigh.